# Côte d'Alun
La côte d'Alun est située dans la Haute-Marne entre les villes de Chaumont et Bar-sur-Aube, et plus précisément sur le territoire de Euffigneix et Sarcicourt. On peut mieux l'admirer depuis la commune de Jonchery.
La RD 619 la franchit par une série de virages qui lui valent de nombreux accidents.
Son altitude est de 360m environ.

## Archéologie
Découverte sur la Côte d'Alun, une statuette dite « Dieu d'Euffigneix », est très vraisemblablement une effigie de Lug.